# Шимпанзе
Шимпанзе́ (лат. Pan) — род из семейства гоминид отряда приматов. К нему относятся два вида: обыкновенный шимпанзе (Pan troglodytes) и карликовый шимпанзе (Pan paniscus), также известный под названием бонобо. Оба вида находятся под угрозой вымирания согласно Красной книге МСОП, а в 2017 году Конвенция по сохранению мигрирующих видов диких животных выбрали обыкновенного шимпанзе для особой защиты.
Распространены в Западной и Центральной Африке.
Живут обычно в группах, состоящих из десяти-двенадцати особей. Выросшие шимпанзе покидают стаю, чтобы создать новую группу. Ночью обезьяны прячутся высоко на деревьях, устраивая себе постель из веток и листьев. Рост половозрелых самцов обычно составляет до 150 сантиметров, а самок — до 130 сантиметров.

## Название
В русском языке — из нем. Schimpanse или фр. chimpanzé. Вероятный источник — язык чилуба (группа банту), слово «кивили-чимпензе», что в переводе означает «похожий на человека». Впервые это название было употреблено европейцами в 1738 году. Написание «chimpanzee» найдено в дополнении 1758 года к «Циклопедии» Эфраима Чемберса. Разговорный термин «chimp», скорее всего, был придуман в конце 1870-х годов.

## Классификация
Признано несколько подвидов обыкновенного шимпанзе:
- Черномордый шимпанзе (Pan troglodytes troglodytes), в Камеруне, Центральноафриканской Республике, Экваториальной Гвинее, Габоне, Республике Конго и Демократической Республике Конго;
- Западный шимпанзе (Pan troglodytes verus), в Гвинее, Мали, Сьерра-Леоне, Либерии, Кот-д’Ивуаре, Гане и Нигерии;
- Pan troglodytes vellerosus в Нигерии и Камеруне;
- Швейнфуртовский шимпанзе (Pan troglodytes schweinfurthii) в Центральноафриканской Республике, Южном Судане, Демократической Республике Конго, Уганде, Руанде, Бурунди, Танзании и Замбии.

Бонобо, или карликовый шимпанзе, известен давно, но описан как отдельный вид сравнительно недавно — в 1928 году. Несмотря на своё название, по размеру он не меньше шимпанзе обыкновенного, но уступает ему в плотности телосложения. Бонобо встречаются только в Центральной Африке, к югу от реки Конго и к северу от реки Касаи (приток Конго), во влажных лесах Демократической Республики Конго в Центральной Африке.

## Описание
Самец обыкновенного шимпанзе достигает в высоту в выпрямленном состоянии от 1 до 1,7 м и весит от 34 до 70 кг, а самка — от 26 до 50 кг. Длина тела самцов бонобо — 70-83 см, а масса 37-61 кг. Самки весят от 27 до 38 кг. Окраска меха чёрная или коричневая.
Объём мозга шимпанзе колеблется в пределах 282—500 см³, с типичным значением 330—400 см³, что составляет примерно 25-30 % объёма мозга человека. Коэффициент энцефализации (EQ), то есть соотношение размеров мозга и размеров тела, у шимпанзе (2,2–2,5) втрое ниже чем у человека (7,4–7,8).
Руки шимпанзе длиннее его ног. Вытянутые руки обыкновенного шимпанзе в полтора раза превышают рост тела. Бонобо немного короче и стройнее обыкновенного шимпанзе, но имеет более длинные конечности. На деревьях оба вида перемещаются своими длинными мощными руками. При ходьбе опирается не на ладонь, как другие четвероногие, а на верхнюю поверхность пальцев. За исключением лица и внутренней части рук и ног, всё тело животного покрыто длинными грубыми тёмными волосами.

## Родство с человеком
Шимпанзе — самые близкие современные родственники человека. Исходя из данных, имеющихся в наличии на 2018 год, их геном отличается от человеческого на 6,4 %, то есть совпадение человеческого генома и генома шимпанзе составляет 93,6 %. Это позволяет предполагать, что эволюционные пути человека и шимпанзе разошлись всего шесть миллионов лет назад (общий предок человека и шимпанзе).
Притом идентичные гены (даже без различий в триплетах) у человека и шимпанзе проявляют разную активность, что обусловлено регуляторной функцией РНК на основе "мусорной ДНК" и взаимодействиями с иными молекулами (см. аффинность, энхенсер, метилирование, ингибитор).
Шимпанзе настолько генетически близки к человеку, что одно время даже предлагалось относить шимпанзе к роду Homo.
У обыкновенных шимпанзе исследователи обнаружили схожий механизм рождения с человеком, например, рождение детёныша затылком вперёд.
Время жизни Y-хромосомного Адама у обыкновенного шимпанзе оценивается в 1,1 млн лет назад, у карликового шимпанзе (бонобо) — более 300 тыс. лет назад.

## Поведение
Шимпанзе всеядны. Их основное питание состоит из фруктов, листьев, насекомых и небольших позвоночных. Иногда шимпанзе охотятся на других зверей и птиц, включая обезьян меньшего размера, которых они разрывают на куски и поедают. Живут в больших лесах, близ берегов моря и рек. Беременность самок длится от семи до восьми месяцев.
У шимпанзе очень развито социальное поведение, внутри группы существует строгая иерархия. Когда их преследуют, они бросаются на деревья, издавая звуки, похожие на лай. Данные обезьяны способны копировать действия других обезьян, находящихся на более высокой ступени иерархии в группе обезьян (подражать более сильным и уважаемым сородичам).
У шимпанзе нередко проявляется высокая агрессивность. В опубликованных в сентябре 2014 года результатах исследования было показано, что в борьбе за лучшую территорию, пищу и ресурсы, а также для того чтобы избавиться от конкурентов, особи способны убивать друг друга. Убийцы всегда действуют в составе группы (от пяти до тридцати двух обезьян на одну жертву) и чаще всего убивают самцов и детенышей из других групп, при этом обычно не трогают самок. В ходе убийства они чаще всего отрывают гениталии жертве или разрывают горло. Наибольшее количество убийств зафиксировано в популяциях, проживающих вдали от людей. В то же время учёные показали, что эти приматы способны скорбеть по умершим родственникам, а также не родственным им членам популяции.

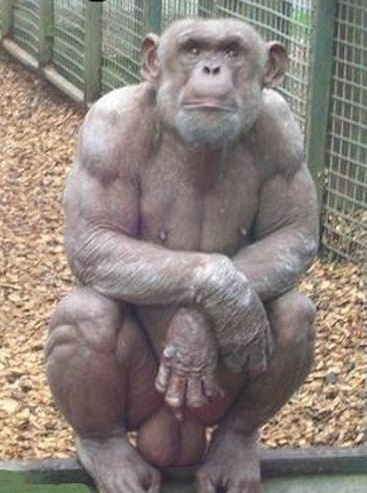
Мускулатура шимпанзе хорошо видна на лишённом шерсти примате

Шимпанзе могут воровать детей человека с целью поедания. В Уганде это превратилось в массовое явление и без оружия люди противостоять этому не способны из-за превосходства шимпанзе в силе. Приматолог Франс де Вааль в своей книге «Наша внутренняя обезьяна: Двойственная природа человека» описывает случай как изучавшийся приматологами шимпанзе Фродо из национального парка Гомбе в Танзании отобрал 14-месячного ребёнка у женщины и затем съел его в лесу.

### Социальная структура
Шимпанзе живут в сложно устроенных мужских и женских социальных группах, называемых общинами. Внутри общины статус индивида и его влиятельность диктуют определённую социальную иерархию. Иерархию шимпанзе можно назвать плоской, так как несколько индивидов могут быть достаточно влиятельными, чтобы вместе доминировать над другими членами, занимающими более низкое положение. Доминирующего самца обычно называют альфа-самцом. Альфа-самец имеет наивысшее социальное положение, он управляет группой и поддерживает порядок во время споров. В обществе шимпанзе доминирующий самец не всегда самый большой и сильный, а скорее всего, он самый умелый манипулятор, способный контролировать происходящее внутри группы. Чтобы добиться доминирующего положения самцы шимпанзе обычно обзаводятся соратниками, которые при необходимости окажут им поддержку в борьбе за власть. Альфа-самец, как правило, показывается на публике в напыщенном виде, он вздыбливает на теле шерсть, чтобы визуально увеличить свой размер и придать себе как можно более устрашающий и властный облик. Такое поведение, по всей видимости, является принципиальным для статуса альфа-самца, так как оно помогает ему поддерживать свой авторитет и запугивать других членов общины, которые пытаются захватить власть. Шимпанзе, занимающие подчинённое положение, чтобы выказать уважение, делают почтительные жесты с помощью языка тела или простирают руки во время уханья. Самки шимпанзе выражают своё почтение альфа-самцу, представляя ему на обозрение свои задние части.
У самок шимпанзе в пределах своей группы тоже имеется иерархия, которая контролируется индивидом женского пола. В некоторых женских общинах статус высокопоставленной матери может переходить к дочери по наследству. Самки также создают союзы сторонников, чтобы доминировать над самками, занимающими более низкое положение. Но в отличие от самцов, основная цель доминирования которых заключается в получении привилегий при спаривании и иногда в возможности жестокого обращения с подчинёнными, самки хотят доминировать для того, чтобы получить доступ к ресурсам, например к еде. Так высокопоставленные самки обычно первыми получают доступ к ресурсам. В общем же, оба пола хотят получить более высокий статус, чтобы улучшить своё социальное положение внутри группы.
Часто случается, что решение о выборе альфа-самца остаётся за самками. Чтобы получить альфа-статус в общине, самцу шимпанзе необходимо завоевать признание у самок. Самки хотят быть уверены, что их группа будет находиться в местах, где есть достаточно пищи. В некоторых случаях группа доминирующих самок может сместить альфа-самца, если он им неугоден, и подготовить ему на замену другого самца, в котором они видят более подходящего лидера для их группы.

## История изучения
Поведение шимпанзе, как наиболее близких к человеку приматов, всегда вызывало особый интерес у зоологов, этологов, палеоантропологов. Долгое время исследования и наблюдения велись над животными, содержащимися в неволе, но такой метод не мог дать полного представления о взаимоотношениях особей внутри социальных групп и поведенческих нормах.
Перелом в исследовании этих животных наступил в 1960 году, когда Джейн Гудолл — ассистентка и секретарь известного антрополога Луиса Лики, прибыла в Танзанию и приступила к изучению шимпанзе в естественной среде обитания в национальном парке Гомбе-Стрим. Джейн посвятила этому многие годы. Труднее всего ей было преодолеть недоверчивость и осторожность шимпанзе. Только после нескольких месяцев привыкания шимпанзе перестали опасаться Джейн, и ей удалось сделать множество уникальных наблюдений и открытий.
В частности, именно её наблюдения показали, что шимпанзе Гомбе-Стрим используют и изготовляют простейшие орудия для добычи пищи, для исследования окружающей среды и в качестве оружия, а также историю межклановых воин приматов и борьбы за власть.
В национальном парке Кибале в Уганде шимпанзе охотятся в лесу Нгого на красных колобусов, гверец, краснохвостых мартышек и мангабеев. Также шимпанзе убивают и своих сородичей. За период с 1999 по 2008 год учёные зафиксировали на спорных территориях 21 случай нападения нескольких шимпанзе из крупной популяции Нгого на шимпанзе из других популяций.

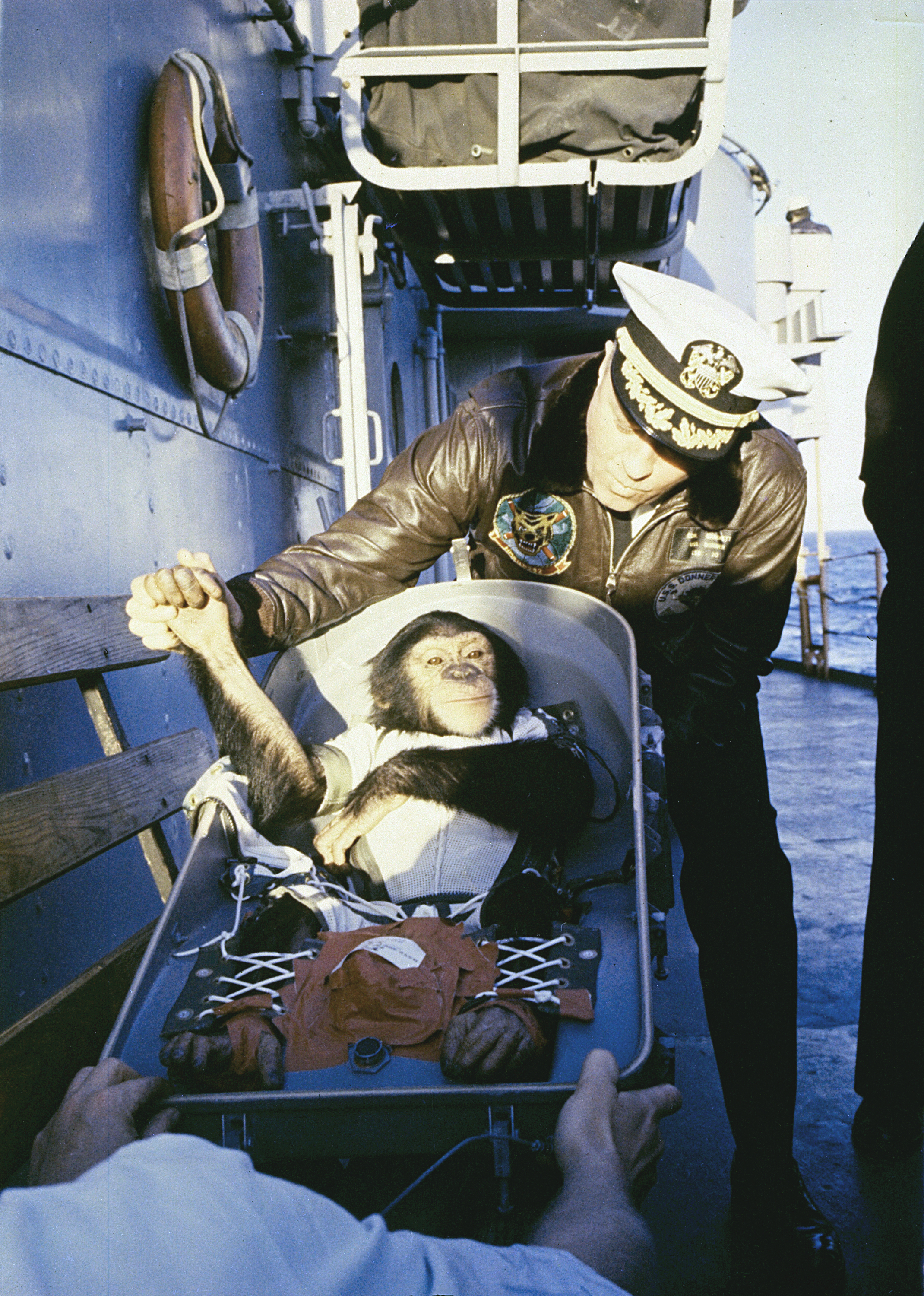
Рукопожатие астронавта-шимпанзе Хэма после приводнения. 1961 год

## История
Первый живой шимпанзе был привезён в Европу в 1641 году. Первый бонобо был описан лишь в 1928 году, получив своё название по городу на реке Конго.
Обыкновенные шимпанзе Хэм и Энос летали в космос в рамках программы «Меркурий».